# Hattmakaren (seriefigur)
Hattmakaren (en: Mad Hatter) är en fiktiv superskurk och fiende till Batman i DC Comics. Hans namn är baserat på figuren Hattmakaren från Lewis Carrolls roman Alice i Underlandet. Han gjorde sitt första framträdande i Batman # 49 (1948), och skapades av Bob Kane och Bill Finger.
Liksom andra Batmanskurkar så har Hattmakaren blivit en allt mörkare karaktär genom åren.

## Överblick
Jervis Tetch är fascinerad av hattar i alla former och storlekar, samt Alice i Underlandet och dess uppföljare Alice i Spegellandet, och favoriserar särskilt kapitlet med den galne Hattmakarens tekalas. Han har tvångssyndrom, är mycket förvirrad, lider psykotisk, har manisk depression och kan ibland vara mordisk. Det har antytts under senare år att han är en pedofil som kidnappar små flickor med namnet "Alice". Han äter aldrig maträtter som inte bär en hatt. Han uppvisar vanföreställningar och tankeprocesser som är typiska för schizofreni. Han är inte bara känd för att ofta citera och förknippa Carrolls Underlandsromaner, men han misslyckas även ofta med att skilja mellan dessa berättelser och verklighet. Han kan gå väldigt långt för att få vad han vill.
Hattmakaren har gått igenom många förändringar i sitt utseende genom åren, men det grundläggande utseendet är densamma. I debuten var han en mycket kort man med brunt (eller rödbrunt) hår. När han återkom i början av 1980-talet var han medellång och hade blont hår. På senare år har han blivit kort igen, men med vitt hår. Idag har Tetch vanligen rött hår, likt bedragaren, men hans storlek och längd tycks fortfarande variera. Konstanter i hela hans skildringar är ett något överstort huvud och, på senare tid, mycket stora tänder. I Secret Six # 6 (december 2006), hävdar Tetch att han är drabbad av makrocefali.

## Fiktiv biografi
Jervis Tetch, en tidigare forskare, är helt besatt av Lewis Carrolls verk. Som hans brottsidentitet antyder så förklär han sig som Hattmakaren från Alice i Underlandet. Han är en galen neurolog som tillverkar enheter som kan styra hjärnan och framkalla hypnotiska tillstånd, och använder ofta hattar eller andra huvudbonader för tankekontroll.
I sitt första framträdande försöker Hattmakaren stjäla en trofé från Gothams yachtklubb, men blir stoppad av Batman medan han försöker råna åskådare från en hästshow. Tetch skickas därefter till Arkham Asylum. Senare dyker en helt annan Hattmakare upp, som påstår sig vara Jervis Tetch, men avslöjas vara en bedragare och därefter försvinner när den riktige Tetch dyker upp igen.
Den riktige Jervis Tetch återkommer i Detective Comics #510 (1981). Tetch dyker då upp med en husdjursapa, samt en minnesraderande maskin. Tetch påstår sig ha dödat sin imitatör, men det visar sig inte vara sant när bedragaren återkommer en sista gång i Detective Comics #573 (1987).
Det var först i 1983 års Detective Comics #526 där Tetch börjar använda  sinneskontrollerande anordningar, som han nu är mest känd för. Han lyckas även slinta in en i Scarecrows hatt och ta kontroll över honom för en kort tid. Tetch tycks dö under flänshjulen av ett tåg, men det visar sig vara ett annat trick.
Därefter har han använt sinnesmanipulering som sitt främsta vapen i samtliga medier om Batman.

## Krafter och förmågor
Tetch använder ofta sina tekniska sinnesanordningar för att begå sina brott. Han är också en mästare på hypnos och tankekontroll. Hattmakaren besitter också en unik kunskap om hattar, speciellt huvudbonader av ett slag. Han använder dessa kunskaper för att utföra sin tvångsmässiga fixering av Alice i Underlandet.

## I andra medier

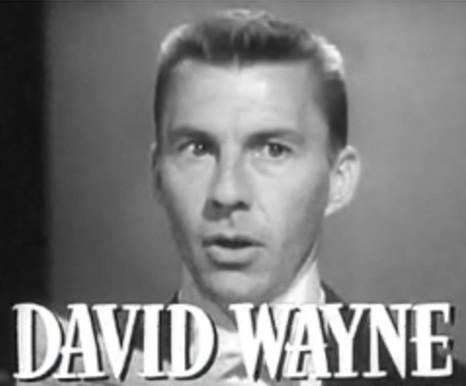
David Wayne spelade Hattmakaren i TV-serien Läderlappen (1966-1968).

- Hattmakaren var en återkommande skurk i den amerikanska, parodiartade TV-serien Läderlappen från 1966 till 1968, där han gestaltades av David Wayne. Han var baserad på Hattmakaren som medverkade i serietidningarna under den tiden, som inte hade avslöjats som en bedragare än. Hans primära vapen är hans hatt som innehåller en uppsättning "ögon" som dyker upp ur dess topp och avfyrar en hypnotisk stråle mot hans motståndare.

- Han medverkar i 1968 års tecknade TV-serie The Adventures of Batman i episoden "A Mad, Mad Tea Party", med röst av Ted Knight. I avsnittet grundar han ett Alice i Underlandet-baserat gäng i en plan att stjäla en ovärderlig antik tekanna för att använda den i sitt galna tekalas.

- Figuren medverkade i några medier av DC Animated Universe, med röst av Roddy McDowall.
  - I TV-serien Batman: The Animated Series är han normallång och har blont hår. Han dyker först upp i avsnittet "Mad as a Hatter", där det antyds att Jervis vänder sig till brott efter att ha blivit olyckligt kär i en ung flicka med namnet Alice. Då Alice redan har en pojkvän anser han sig till en början vara chanslös. Men när han får vetskap om deras separation tar han chansen och bjuder ut henne. Han får dock senare reda på deras försoning, samt att hennes pojkvän har friat till henne. Jervis blir då ursinnig, tar identiteten som Hattmakaren och använder då sina tankekontrollerande kretskort för att få som han vill. Batman sätter dock stopp för hans hypnos över halva staden. I Hattmakarens nästa framträdande, i avsnittet "Perchance to Dream", har han försatt Batman i en drömtillvaro med hjälp av sin drömmaskin för att hålla honom borta från sina planer. I avsnittet "The Worry Men" har han uppfunnit dockor som är avsedda att ligga under sovande människors kuddar, som då tar tankekontroll över dem. I avsnittet "Make 'Em Laugh" har Jokern stulit hans tankekontrollenheter och använder dem för sina egna brott.
  - I The New Batman Adventures är han betydligt mer kortväxt och har vitt hår och blek hud. Han dyker först upp kortvarigt i avsnittet "Over the Edge" under en pratshow tillsammans med ett par andra skurkar (Harley Quinn, Buktalaren och Gåtan) under polisens efterlysning av Batman i Barbara Gordons mardröm, som ett resultat av att ha blivit utsatt för Scarecrows skräckgas. Han dyker därefter upp i avsnittet "Animal Act", där han har tagit kontrollen över Dick Graysons gamla cirkus genom att försätta dess djur och uppträdare under sin kontroll.
  - Hattmakaren medverkar även i avsnittet "Knight Time" i TV-serien Stålmannen, med samma fysik som i The New Batman Adventures. Han har då slagit sig samman med Gåtan och Bane, och planerar att ta kontroll över Gotham City under Batmans frånvaro. Robin (Tim Drake) och Stålmannen, utklädd till Batman, dyker dock upp och sätter stopp för skurkarnas planer.

- Den falske Hattmakaren (som medverkade under 1950-talet i serietidningarna) dyker upp i Batman: The Brave and the Bold.

- Hattmakaren dyker upp i TV-spelen Lego Batman: The Videogame och Lego Batman 2: DC Super Heroes, med röst av Townsend Coleman.

- Han dyker upp i DC Universe Online med röst av Aaron Mace.

- Figuren medverkar även som boss i TV-spelet Batman: Arkham City, där hans röst spelades av Peter MacNicol.